# Paranapiacaba ohausi
Paranapiacaba ohausi is een keversoort uit de familie bladkevers (Chrysomelidae). De wetenschappelijke naam van de soort werd in 1962 gepubliceerd door Bechyne & Bechyne.